# Генрі Олкотт
Генрі Стіл Олкотт (англ. Henry Steel Olcott; 2 серпня 1832 — 17 лютого 1907) — один із засновників і перший президент Теософського Товариства, учасник Громадянської війни в США, полковник, юрист, журналіст і письменник. Також відомий як перша видатна людина Заходу, яка перейшла в буддизм. Його діяльність на посту глави Теософського Товариства допомогла відродженню буддизму, і за це до нього в Шрі-Ланці й досі відносяться з повагою[⇨].

## Біографія

### Початок кар'єри
Генрі Стіл Олкотт народився 2 серпня 1832 року в Оріндже, штат Нью-Джерсі , в пресвітеріанській сім'ї. Його батько — Генрі Вайськоф Олкотт, підприємець; мати — Емілія Олкотт (вроджена Стіл).

Генрі зростав на фермі свого батька в штаті Нью-Джерсі. Через деякий час сім'я перебралася до Нью-Йорку, де Генрі після школи поступив в університет. Агрономію він вивчав в Колумбійському університеті. Його перша книга по агрономії цукрового очерету «Sorghum and Imphee» (1857) принесла йому міжнародну популярність. Афінський університет (Греція) запропонував Олкотту посада професора по агрономії, але він відмовився.
 У 1858—1860 роках працював редактором газети «Нью-Йорк трібьюн» з сільськогосподарської тематики.

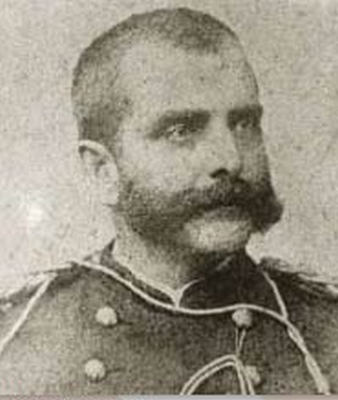
Олкотт брав участь в громадянської війні з 1861 року.

У 1860 році Олкотт одружувався на Мері Морган, дочки священика з міста Нью-Рошелл. У них народилися чотири дитя, з яких два померли в дитинстві. Олкотт служив в армії північних штатів під час громадянської війни і брав участь в успішній кампанії генерала Бернсайда в Північній Кароліні. Під час війни він був призначений на посаду спеціального уповноваженого військового міністерства (вже в званні полковника)  для розслідування корупції в компаніях, що поставляють боєприпаси. Морське міністерство «потребувало аналогічних послуг» Олкотта. Після закінчення війни три роки вивчав юриспруденцію і в 1868 році став членом колегії адвокатів в Нью-Йорку. Йому удалося упорядкувати практику страхування і стати фахівцем з митних зборів, оподаткування і страхування.

### Спіритизм ітеософія

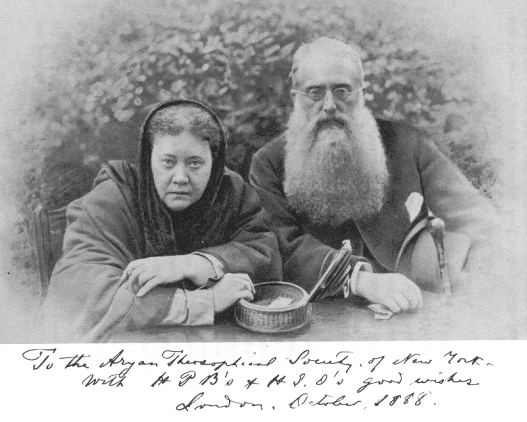
Олена Блаватська і Генрі Олкотт в 1888 році.

Олкотт стверджував, що його перше знайомство із спіритизмом відбулося в 1844 році, коли він став свідком месмеричних феноменів Ендрю Девіса . З 1853 по 1856 рік він опублікував декілька статей в «Spiritual Telegraph» під псевдонімом
«Amherst».

У 1874 році Олкотт прочитав статтю про «абсолютно неймовірні феномени», що відбуваються в штаті Вермонт на фермі, що належить медіумам братам Еді, і вирішив, що йому потрібно поїхати туди і у всьому переконатися самому. Все виявилося правдою. Олкотт оселився в «цьому таємничому будинку і протягом дванадцяти тижнів щодня спостерігав дійсно неймовірні явища». Двічі в тиждень газета «Daily Graphic» друкувала його кореспонденції. Вони привернули до себе увагу О. П. Блаватської, і вона поїхала на ферму. Тут сталася перша зустріч майбутніх засновників Теософського Товариства.

Артур Конан Дойл, прочитавши статті Олкотта, був упевнений, що той не упустив анінайменшої можливості викрити братів Еді в обмані. Конан Дойл писав:

Деякі досліди Олкотта настільки скрупульозні і так досконально описані, що передбачили багато сучасних досліджень і заслуговують на ретельний розгляд. Наприклад, він привіз з Нью-Йорка ваги, ретельно перевірену і забезпечену сертифікатом. Він зажадав, щоб одна з матеріалізованих форм — ськво Хонто — ступила на ці ваги, а свідчення прочитувала третя людина — містер Прітчард, шанований громадянин і незацікавлена особа.

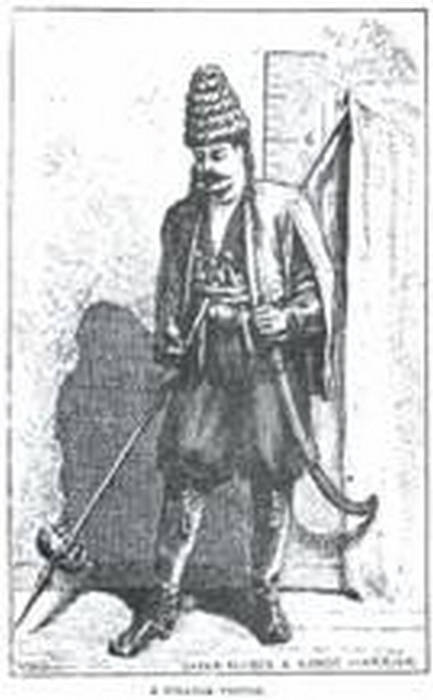
Сафара Алі Бека, малюнок з книги Олкотта «People from the Other World».

На початку 1875 року видні спіритуалісти запросили Олкотта провести розслідування у зв'язку з обвинуваченням в обмані, пред'явленим медіумам Джені і Нельсону Холмсам, які, як затверджувалося, проводили сеанси виклику духу Кейті Кинг.
Говард Мерфі писав, що Олкотт не випадково виявився соратником Блаватської і першим президентом Теософського Товариства: «Роки, проведені у викладанні наукових основ сільського господарства, розкрили властиву йому ініціативу і виявили дарування лектора, та і в своїй юридичній діяльності він багато раз показав себе діловим організатором і надійним адміністратором».

17 листопада 1875 року Теософське Товариство було створене. Його президентом став полковник Генрі Олкотт; віце-президентами — доктор Сет Пенкост і Дж. Р. Фелт; секретарем-кореспондентом — О. П. Блаватська; секретарем по протоколу — Джон С. Кобб; скарбником — Генрі Дж. Ньютон; бібліотекарем — Ч. Содеран; членами ради — преподобний Р. Уїгджін, Р. П. Уєстбрук, пані Е. Гардінг-Брітен, С. Е. Симмонс і Герберт Д. Моначезі; адвокатом Товариства — Вільям Джадж.
Теософське Товариство проголосило своїми головними завданнями наступне:
- Формування ядра загального людського братерства без відмінності по ознаках раси, віросповідання, статі, касти або кольору шкіри.
- Сприяння порівняльному вивченню релігії, філософії і науки.
- Дослідження невивчених законів природи і нерозкритих здібностей людини. [28][29]

У 1875 році Блаватська почала писати свою першу книгу. Пізніше Олкотт в своїх мемуарах розповів про їх спільне заняття «Викритою Ізідой».

З ранку до ночі вона була за своїм робочим столом, і рідко хто з нас лягав спати раніше двох годинників ночі. Освіту, на яку було б потрібно ціле життя, мені було дано в стислій формі менш ніж за два роки. Я переглядав кожну сторінку її рукопису по декілька разів, і кожну сторінку коректури, записав для неї багато параграфів, часто просто передаючи ті ідеї, які їй не вдавалося тоді сформулювати англійською; допомагав знайти потрібні цитати і виконував іншу допоміжну роботу. Ця книга увібрала в себе всі її достоїнства і недоліки. Вона створила своєю книгою цілу епоху, і, створюючи її, створила і мене — її учня і помічника, — так що я зміг виконувати теософську роботу протягом подальших двадцяти років.

### Індія і буддизм

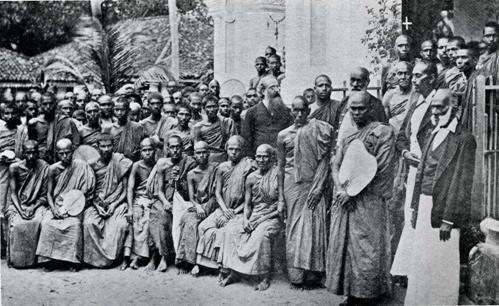
Полковник Олкотт і буддійські монахи. Коломбо, 1883

У грудні 1878 року Олкотт і Блаватська покинули Нью-Йорк і вирушили до Індії, щоб перенести туди місце розташування штаб-квартири Теософського Товариства. Перед від'їздом він одержав від президента США підписаний лист з рекомендацією всім офіційним особам і консулам США, а від держдепартаменту — спеціальний дипломатичний паспорт і повноваження інформувати держдепартамент про перспективи просування комерційних інтересів США в Азії. Вони прибули до Бомбея 16 лютого 1879 року, згодом місцем розташування Товариства стало місто Адьяр.
Під час візиту на Цейлон в 1880 році Олкотт і Блаватська пройшли через ритуал прийняття буддійської віри.
Як президент Теософського Товариства Олкотт поклав початок відродженню буддизму на Шрі-Ланці, Товариство заснувало тут більше двохсот буддійських шкіл і декілька коледжів, найбільш відомі з них: Махінда Коледж, Ананда Коледж, Дхармараджа Коледж, Маліядева Коледж. Він сприяв також релігійному відродженню в Індії, Японії і інших країнах Сходу. Стимулював зростання інтересу до вивчення санскриту.
Під час своєї подорожі по Індії, Олкотт зокрема практикував месмеричне лікування.
Він об'єднав різні секти Шрі-Ланки в буддійську секцію Теософського Товариства (1880); 12 сект Японії — в об'єднаний комітет з поширення буддизму (1889); буддистів Бірми, Таїланду і Шрі-Ланки — в Збори Південних Буддистів (1891). І на закінчення, північний і південний буддизм возз'єднувались через підписання Чотирнадцяти Положень Буддизму (1891). З делегацією буддистів він посадив в індуському храмі в Тінневеллі «дерево дружби» (1882), що було першою демонстрацією братерства між буддистами й індуїстами за декілька сотень років. У 1886 році Олкотт заснував Адьярську бібліотеку, де вперше в історії релігійні вчителі індуїзму, буддизму, зороастрізму й ісламу зібралися, щоб благословити загальну справу.
Макс Мюллер писав, що Олкотт був ініціатором публікації справжніх брамінських і буддійських текстів, що він спробував надихнути і буддистів, і індуїстів з повагою ставитися до своїх древніх релігій. Він допоміг їм виявити в їх священних писаннях слова про те, що «через темні сторони життя їх можуть вести декілька променів істини». Він показав їм, що, не дивлячись на багато відмінностей, їх століттями розділені секти мають багато загального, що вони повинні відмовитися від того, що не є істотним і дотримуватися того, що є найбільш важливим для створення дієвих взаємоскріпляючих зв'язків великого братерства релігій.
«Буддійський катехізис» Олкотта витримав 44 видання (до 1938), був перекладений 20 мовами і став всесвітньо використовуваним підручником. Олкотт отримав благословення буддійських первосвящеників Шрі-Ланки, Бірми, Таїланду й Японії за свої праці для буддизму. За заслуги перед індуїзмом був прийнятий в касту брамінів.
Помер він 17 лютого 1907 року, в Адьярі. Магатма Кут Хумі в 1880 році писав про Генрі Олкотта так:

Це та людина, що ніколи не розпитує, але покоряється; що може здійснювати незліченні помилки через надмірну старанність, але ніколи не відмовиться їх виправити, хоч би і ціною найбільшого самоприниження; що розглядає жертвування зручностями і навіть життям, як те, чим можна радісно ризикнути, коли в цьому з'явиться необхідність; що буде їсти будь-яку їжу або навіть обійдеться без неї; спатиме на будь-якому ліжку, працюватиме в будь-якому місці, брататиметься з будь-яким знедоленим, переносити з цієї причини будь-які нестачі..

## Пам'ять
- У Коломбо одна з вулиць в районі Петта[en] названа на честь Олкотта — Олкотт-маватха.
- У Коломбо напроти залізничного вокзалу встановлений пам'ятник Олкотту (див. фото).
- У 2011 році була встановлена статуя Олкотта на території буддійського монастиря біля Принстона, штат Нью-Джерсі[K 23].

### Англомовні видання
- Sorgho and Imphee, the Chinese and African sugar canes. — First published in 1858. — 2013. — ISBN 5518906099.
- Outlines of the first course of Yale agricultural lectures. — 1860.
- Descendents of Thomas Olcott. — 1874.
- Human Spirits and Elementaries. — 1875.
- People from the Other World. — First published in 1875. — 1972. — ISBN 0804809798.
- The Life of the Buddha and its Lessons. — 1880.
- A Buddhist catechism. — 1881.
- Theosophy, Religion, and Occult Science. — 1885.
- The Golden Rules of Buddhism. — Reprint. — 1974.
- The kinship between Hinduism and Buddhism. — 1893.
- The Hindu Dwaita Philosophy. — 1900.
- The Poor Pariah. — 1902.
- Old Diary Leaves. — Reprint. — 1975.

### Іншомовні видання
- Аскетизм.
- Буддийский катехизис.
- Граф Сен-Жермен и Е. П. Б. — два вестника Белой Ложи.
- Жизнь Будды и её уроки.
- Индия: прошлое, настоящее, будущее.
- Исцеления в Калькутте.
- Листы старого дневника. — Т. I.
- Общее основание всех религий.
- Практическая теософия.
- Прикладная теософия.
- Свидетельства о встречах с махатмами.

### Наукові
- Henry Steel Olcott // Encyclopædia Britannica Online : сайт. — 2014. Архівовано з джерела 14 липня 2015. Процитовано 2015-07-07.
- Olcott, Henry Steel // The Columbia Electronic Encyclopedia : сайт. — 2013. Архівовано з джерела 9 липня 2015. Процитовано 2015-07-07.
- Bowden H. W. Dictionary of American Religious Biography. — Second edition. — Westport, Ct : Greenwood Press, 1993. — P. 404—405. — ISBN 0313278253.
- Burgan M. Buddhist Faith in America / J. G. Melton, ed. — New York : Infobase Publishing, 2009. — 112 p. — (Faith in America) — ISBN 9781438102511.
- Kuhn A. B. Theosophy: A Modern Revival of Ancient Wisdom. — Whitefish, MT : Kessinger Publishing, 1992. — 381 p. — (American religion series: Studies in religion and culture) — ISBN 978-1-56459-175-3.
- Melton J. G. Encyclopedic Handbook of Cults in America. — First published in 1992. — New York : Routledge, 2014. — 424 p. — ISBN 9781135539986.
- Müller M. Esoteric Buddhism // The Nineteenth Century: a monthly review : журнал. — 1893. — Vol. 33, no. 5. — P. 767—788. — ISSN 2043-5290. Архівовано з джерела 23 вересня 2015. Процитовано 29 липня 2015.
- Obeyesekera G. Colonel Olcott’s reforms of the 19th Century and their Cultural Significance (PDF) // Aryasangha : сайт. — Colombo, 1992. Архівовано з джерела 4 березня 2016. Процитовано 10 червня 2022.
- Prothero S. Henry Steel Olcott (1832—1907) and the Construction of "Protestant Buddhism". — Harvard University, 1990. — 644 p.
- Prothero S. The White Buddhist: Henry Steel Olcott and the Sinhalese Buddhist Revival // The white Buddhist: the Asian odyssey of Henry Steel Olcott. — Bloomington : Indiana University Press, 1996. — 242 p. — (Religion in North America) — ISBN 9780585109503.
- Tillett G. J. Charles Webster Leadbeater (1854—1934), a biographical study. — Sydney : University of Sydney, 1986. — 1169 p.
- Уланов М. С. К вопросу о начале распространения буддизма на Западе // Современные научные исследования и инновации : журнал. — 2013. — № 11. — ISSN 2223-4888. Архівовано з джерела 9 липня 2015. Процитовано 2015-07-07.

### Інші
- Barker A. T. The Mahatma Letters to A. P. Sinnett from the Mahatmas M. & K.H / A. T. Barker, ed. — New York : Frederick A. Stokes Company Publishers, 1924. — 492 p.
- Doyle A. C. The History of Spiritualism. — ReadHowYouWant.com, 2008. — Vol. 1. — ISBN 9781442945562.
- Lavoie J. D. The Theosophical Society: The History of a Spiritualist Movement. — Universal-Publishers, 2012. — 371 p. — ISBN 9781612335537.
- Murphet H. Hammer on the Mountain: Life of Henry Steel Olcott (1832—1907). — Theosophical Publishing House, 1972. — 339 p. — ISBN 0835602109.
- Мэрфи Г. Когда приходит рассвет: жизнь и труды Елены Петровны Блаватской = When daylight comes: a biography of Helena Petrovna Blavatsky / Пер. с англ. Ю. Окуня. — Урал LTD, 1999. — 437 с.
- Henry Steel Olcott // The Theosophical Society, Adyar : сайт. — 2010. Архівовано з джерела 20 вересня 2015. Процитовано 2015-09-28.
- Col.  Henry Steel Olcott: the great name in Buddhist History // Daily News : газета. — 2009. Архівовано з джерела 18 лютого 2009. Процитовано 2015-07-08.
- Wimalawansa S. Revival of Buddhism in Asia: Legacy of Colonel Henry Steel Olcott. — Karunaratne & Sons, 2011. — 84 p. — ISBN 9789559098911.
- Сенкевич А. Н. Елена Блаватская. Между светом и тьмой. — Москва : Алгоритм, 2012. — 480 с. — (Носители тайных знаний) — 3000 прим. — ISBN 978-5-4438-0237-4.
- Devapriya Uditha. Colonel Olcott: Under Eastern Eyes // Colombo Telegraph : сайт. — 2015. Архівовано з джерела 9 липня 2015. Процитовано 2015-07-01.